# 广西孩儿草
广西孩儿草（学名：Rungia guangxiensis）是爵床科孩儿草属的植物，为中国的特有植物。分布在中国大陆的广西等地，多生长于近海滨密林中，目前尚未由人工引种栽培。
其种加词“guangxiensis”意为“广西的”。